# Serbes de Roumanie
La communauté serbe de Roumanie est un groupe ethnique qui, selon le recensement de 2011, compte 18 076 individus, soit 0,1 % de la population du pays. Selon le recensement de 1992, ils étaient 29 408, soit une diminution de 38 %. 
Les Serbes vivent principalement le sud-ouest de la Roumanie, dans le Banat. Ils constituent la majorité dans certaines communes telles que Svinița (90,27 %), dans le Județ de Mehedinți ou Socol (50,38 %) dans le Județ de Caraș-Severin. Ils représentent 45,76 % des habitants de Pojejena dans le Județ de Caraș-Severin. Ils composent enfin 11,19 % de la ville de Moldova Nouă (12 350 habitants).
La région dans laquelle ces trois municipalités sont situées est connue sous le nom de Clisura Dunarii en roumain ou Banatska Klisura (Банатска Клисура) en serbe. Les Serbes sont de confession orthodoxe.
En tant que minorité ethnique reconnue officiellement, ils sont représentés de façon permanente par un député dans la Chambre des députés de la Roumanie.